# Cant de la Sibil·la
El Cant de la Sibil·la o Lo Senyal del Judici (nom que hi rep a l'Alguer) és un drama litúrgic i cant gregorià de gran difusió a l'edat mitjana al sud d'Europa fins que al segle xvi el Concili de Trento (1545-1563) va anar fent-lo desaparèixer. Considerat com un ritu pagà, aquesta peça de teatre religiós que pronostica l'arribada del Messies i la fi del món, es va anar deixant de representar a les esglésies, de manera que només es conservà intacte a Mallorca i a la ciutat de l'Alguer. L'any 2010, la UNESCO va declarar la representació mallorquina Patrimoni Cultural Immaterial de la Humanitat. A Catalunya, durant el segle xix, l'interès d'alguns folkloristes per aquest drama litúrgic va començar a impulsar-ne la recuperació.
Representat abans de la missa del Gall, a la Nit de Nadal, el Cant de la Sibil·la el protagonitza un nen o una dona vestits de sibil·la –endevinadora del món pagà– amb mantell de seda i amb una espasa a la mà. La cançó, que s'interpreta habitualment a cappella, té l'origen en una melodia probablement d'origen gregorià amb text traduït al català al segle xiii.

## Representacions
S'ha celebrat durant les Matines de Nadal, la missa de la nit de Nadal, a totes les esglésies de Mallorca i a l'Alguer, de manera pràcticament ininterrompuda. Entre les representacions actuals més destacades es compten la de la catedral de Mallorca, la del Santuari de Lluc o la que cada any, des del 1998, fa Maria del Mar Bonet a l'església de la Bonanova.
També s'ha anat recuperant en moltes esglésies de Catalunya i del País Valencià. A Barcelona hi ha quatre temples on es pot escoltar aquest cant medieval. Des del 1948 s'interpreta a l'estil tradicional i amb acompanyament de coral a la basílica de Santa Maria del Mar, la primera de recuperar-lo. A la parròquia de Sant Gervasi i Protasi del barri de la Bonanova, s'hi representa des de l'any 1998, habitualment amb la veu de la cantant mallorquina Maria del Mar Bonet. La Catedral de Barcelona el va recuperar l'any 2009, i des del 2008 també es pot sentir a la parròquia de Santa Maria de Gràcia, on s'interpreta amb l'acompanyament de l'Orfeó Gracienc.
També es pot presenciar a Ontinyent, Teulada, Gandia, catedral de la Seu d'Urgell (2011), a la Catedral de Tarragona (2013), Xeraco o Sueca, on es va recuperar en el Nadal de 1991 i ha continuat representant-se des d'eixe moment ininterrompudament. També a l'església de Santa Maria de Maó (Menorca) s'ha recuperat seguint el text d'una versió d'un manuscrit del segle xviii. Des de l'any 2021 es representa a la Catedral de Girona segons es documenta en l'Ordinarium sacramentorum secundum laudabilem ritum dioecesis Gerundensis (1550), la representació va a càrrec d'un nen o nena de GiroNins, la coral infantil de la Capella Polifònica de Girona. Des de l'any 2022 es pot veure també a la cripta de la Basílica de la Sagrada Família de Barcelona, a càrrec d'un equip encapçalat i dirigit pel productor Sergi Planas.
El tema de la lletra és una profecia sobre la fi del món i inicialment es cantava en llatí, però des del segle xiii es documenten versions en català, per la qual cosa es tracta d'una de les primeres expressions poètiques en aquesta llengua. Hom té notícia de la seva interpretació durant l'edat mitjana a Barcelona, Girona, la Seu d'Urgell, Vic, València, Montpeller o Tarragona on es conserven fragments del text. A més, n'existeixen versions en llatí i provençal.
La Sibil·la i el Misteri d'Elx són els únics exponents de les representacions litúrgiques prèvies a la reforma tridentina que varen sobreviure a la prohibició, per la qual cosa, i entre altres raons, ambdues han estat declarades Patrimoni Cultural Immaterial de la Humanitat per la UNESCO, en concret el 16 de novembre de 2010 en el cas de la Sibil·la. També fou declarada bé immaterial d'interès cultural per acord del Ple del Consell de Mallorca de 13 de desembre del 2004.
| «                         | El Cant de la Sibil·la, que es fa la nit nadalenca a la Seu de Mallorca i a quasi totes les altres esglésies de l'illa, és un dels més preuats monuments del nostre folklore religiós. Per descriure'l i explicar-ne el possible origen, transcrivim a continuació un article del nostre col·laborador Manuel Sanchis i Guarner publicat en el primer número dels Quaderns de Literatura «Raixa» (Mallorca, 1953). En acabar l'ofici de matines i abans de començar la missa, puja a la trona un al·lot d'uns dotze anys, que duu un cridaner vestit de caràcter femení amb tuls i sedes brodades, i que sosté amb les dues mans una gran espasa lluenta. Porta tan estrany indument perquè representa una sibil·la, i, com és sabut, l'Antiguitat cristiana admeté que Déu havia concedit una mica d'esperit profètic a algunes d'aquelles endevinadores paganes, per tal de predisposar els gentils, amb llurs oracles, a rebre la llum de la Bona Nova. Aquell infant, sempre una mica emocionat per la gran solemnitat del moment i la gentada que l'escolta, canta aquesta arcaica cançó (...) | » |
| — Diccionari Alcover-Moll | |   |

I segueix el Diccionari Català-Valencià-Balear ampliant la informació històrica: "Segons Mossèn Higini Anglès (La Música a Catalunya fins al segle xiii, Barcelona 1935, pàg. 289), «el Cant de la Sibil·la representa per a Catalunya el drama més antic dels que coneixem: ell comença almenys al segle x a Ripoll, i s'escampa arreu de la Catalunya on perdura fins al XVI. Una vegada reconquerida Mallorca, el cant gregorià i la litúrgia romana hi entren també de ple; el mateix Cant de la Sibil·la s'hi introdueix amb la mateixa melodia dels mossàrabs, que fou la de Catalunya, de França i d'Itàlia, i amb tonada ja estrafeta i seguint més o menys alguns dels cants populars de l'illa, hi segueix usant-se fins als temps nostres».
Tenim notícies que el Cant de la Sibil·la en llengua vulgar s'executava en la segona meitat del segle xvi a quasi totes les Seus catalanes: Urgell en 1580, Girona en 1550, Vic en 1568, Barcelona en 1569, Tarragona, València en 1533. A l'Alguer rep el nom de Senyal del Judici i la seva lletra catalana és més completa que la que es conserva a Mallorca. (Cf. Folklore alguerès replegat de N'Antoni Ciuffo. Bolletí del Diccionari de la Llengua catalana, 1924, xiii, 267; P. Aebischer, Le «Cant de la Sibil·la» en la cathédrale d'Alghero la veillée de Noël, Estudis Romànics, 1949-1950, ii, 173). Aquesta cerimònia estigué també bastant difosa per Castella, Provença i Itàlia.
La Contrareforma era hostil a les pràctiques extralitúrgiques tradicionals, i en 1572, el bisbe de Mallorca Diego Arnedo prohibí l'execució del Cant de la Sibil·la en la seva diòcesi. La tradició, però, pesava, i la vigília de Nadal de 1575, a precs del nou bisbe Joan Vich, el capítol de la catedral mallorquina va restablir-lo «disponiendo que se ejecutasen además algunas cantilenas devotas como se hacía en otras iglesias, particularmente en Valencia» (Villanueva, Viaje, xxii, 135 i 185). Encara que en 1666 el bisbe Pedro Manjarrés de Heredia va abolir de bell nou el Cant de la Sibil·la en tota la diòcesi de Mallorca, o almenys que ell no en donàs autorització escrita, el fet és que aquesta cerimònia ha sobreviscut fins als nostres dies.
Antigament no s'executava el Cant de la Sibil·la de la mateixa manera que ara, puix segons una consueta de Mallorca de mitjan segle xiv, a les matines de Nadal el bisbe recitava la novena lliçó i llavors «sex presbiteri ascendant trunam, et duo incipiant alta voce Judicii signum et chorus respondeat Judicii signum; et predicti sex presbiteri, bini et bini, dicent omnes alios versus, et in fine cuiuslibet versus chorus respondeat Judicii signum; et finitis omnibus versibus, episcopus finiat lectionem» (Anglès, op. cit. 300). La substitució dels sis preveres cantors per l'infant vestit de dona a la Seu de Mallorca, fou, segons el professor Aebischer (P. Aebischer, Un ultime écho de la Procession des Prophètes: Le «Cant de la Sibil·la» de la nuit de Noël à Majorque, «Mélanges Gustave Cohen», París 1952, pàg. 263), efecte de l'esmentat acord capitular de 1575 de restablir-hi el Cant de la Sibil·la «como se hacía... particularmente en Valencia», on, segons el breviari de 1464, «la Sibil·la deu estar apparellada en la trona vestida com a dona». A la catedral de Toledo també la cantava un infant, un «seise», vestit de dona.
El Cant de la Sibil·la no és altra cosa que la versió a llengua vulgar del Judicii signum, que abans del segle xv es cantava en llatí però que fou traduït a la Provença. Milà i Fontanals (Rom., ix, 360; Milà Obras, vi, 294) admeté que la versió catalana provenia directament del fals Sermó atribuït a Sant Agustí, que en la dramàtica religiosa medieval engendrà la Procession des Prophètes de Limoges, Arles, Rouen, etc., però Aebischer (loc. cit. 267) sosté que el Cant de la Sibil·la és solament un fragment desglossat, a causa del seu interès i extensió, d'una representació més completa de la Procession des Prophètes segons consta que se celebrava a Mallorca i a València en el segle XVI; per altra banda sabem que en el segle xiv era ja conegut a Catalunya l'Ordo Prophetarum, puix que en parla un ordinari de Girona (Anglès, op. cit. 283). Respecte al seu origen, Mossèn Anglès sospita si el Judicii signum, divulgat dins la península Ibèrica d'ençà el segle x, podia ésser d'origen mossàrab, però el prof. Aebischer prefereix admetre que vindria a les terres catalanes des del Llenguadoc, per tal com la Catalunya vella rebé una influència cultural considerable dels monestirs occitans, i consta particularment «que les proses en usage au monestir de Ripoll... provenaient en majorité de Saint Martiel de Limoges et de Saint Pierre de Moissac». (T. Gérold, Les drames liturgiques médiévaux en Catalogne. Revue d'histoire et de philosophie religieuse, 1936, xvi, 430)."

## Lletra
El cant de la Sibil·la apareix documentat d'ençà del segle x a diferents indrets de Catalunya, Itàlia, Castella i França. Si bé primer es cantava en llatí, a partir del segle xiii ja n'hi ha documentades les primeres versions en llengua catalana. Aquestes primeres versions catalanes del Judicii Signum no es traduïren directament del text llatí sinó que provenen totes d'una versió-adaptació d'origen provençal, cosa que demostraria la gran popularitat i difusió que assolí aquest cant. Entre els texts catalans procedents d'aquest tronc comú occità hi ha un còdex del segle xiv, conservat a l'Arxiu Diocesà de Mallorca, que es va trobar el 1908 al convent de la Concepció i que procedia del convent de Santa Magdalena. La transmissió oral i la manca de manuscrits han fet que al llarg dels segles els texts més antics en llengua vulgar hagin sofert moltes modificacions i hagin donat lloc a moltes versions.

Versió pel Coro Polifonico Algherese seguint una transcripció del canonge Urgias, conservada a l'Arxiu Capitolar de l'Alguer (https://www.youtube.com/watch?v=-BHbZcgKV-Q)
?? (cor)
Al jorn del judici
parrà qui haurà fet servici.
?? (cor)
Un Rei vendrà perpetual
vestit de nostra carn mortal
del Cel vendrà tot certament
per a fer del segle jutjament.
?? (cor)
Ans que el Judici no serà
un gran senyal se mostrarà
lo sol perdrà la resplendor,
la terra tremirà de por.
?? (cor)
Aprés se badarà molt fort,
amostrant-se de gran conhort :
mostrar-s'han crits i trons,
les infernals confusions.
?? (cor)
Del Cel gran foc davallarà,
com a sofre molt pudirà
la terra cremarà ab furor
la gent haurà molt gran terror.
?? (cor)
Aprés serà un fort senyal 
d'un terratrèmol general
les pedres per mig se rompran
i les muntanyes se fendran.
?? (cor)

Llavors ningú tindrà talent
de (sic) or, riqueses, ni argent 
esperant tots quina serà
la sentència que es darà.
?? (cor)
De morir seran tots sens talents 
esclafir-los han totes les dents
no hi haurà home que no plor
tot lo món serà en tristor.
?? (cor)
Los puigs i plans seran iguals
allí seran los bons i mals 
Reis, ducs, comtes i barons 
que de llurs fets retran raons.
?? (cor)
Aprés vendrà terriblement 
lo fill de Déu omnipotent
qui morts i vius judicarà
qui bé haurà fet allí es parrà.
?? (cor)
Los infants qui nats no seran
dintre ses mares cridaran
i diran tots plorosament
"Ajuda'ns Déu omnipotent".
?? (cor)
Mare de Dés pregau per nós
puix seu Mare dels pecadors
que bona sentència hajam
i Paradís posseiam.
?? (cor)
Vosaltres tots qui escoltau
devotament a Déu pregau
de cor ab de gran devoció
que us porte a salvació.
Amèn.

## Música
Originàriament la Sibil·la es cantava amb melodia gregoriana i, tal com es pot veure al Còdex de la Concepció abans mencionat, l'acompanyament musical que es feia a Mallorca, excepte en algunes variacions, era el mateix documentat a altres llocs de la península. Ara com ara no es pot saber fins quan es va cantar la Sibil·la amb aquesta música gregoriana, però segurament fou fins al segle xvi o XVII. La transmissió oral durant segles del Cant va comportar, igual que amb el text, l'aparició de diferents variacions i models. L'interès que va suscitar aquest cant entre els primers estudiosos de la música i folkloristes del XIX va donar lloc a la transcripció en partitura de les diferents versions conegudes en el seu moment, amb el qual se fixaren les versions melòdiques que han arribat fins avui en dia. Actualment, les versions que s'interpreten, si bé amb diferències i matisos, són poques perquè totes tenen com a origen comú les partitures
fixades pels estudiosos del segle xix.

## Cerimònia
Al començament, el cant de la Sibil·la era interpretat per preveres, que varen ser substituïts amb el pas dels segles per un nin cantor. Actualment, a la majoria de les esglésies continua essent un nin el que canta, si bé en alguns casos ho fa una nina o una dona. A la representació actual, el nin cantor surt acompanyat per dos o més escolans amb ciris, que l'acompanyen fins al presbiteri o la trona. Les estrofes són entonades a veu sola i sense acompanyament instrumental, excepte quan, entre estrofa i estrofa, s'introdueix l'orgue.
La indumentària que es fa servir és molt semblant a totes les esglésies de Mallorca. Sol consistir en una túnica blanca o de color, de vegades brodada al coll i a la part inferior, i habitualment una capa; en alguns pobles la capa se substitueix per una altra túnica. El cap es cobreix amb una gorra del mateix color que el vestit. A les mans porta una espasa, que manté dreta davant la cara el temps que dura el cant, i quan aquest cant acaba forma amb l'espasa una creu a l'aire.
En algunes de les celebracions, en acabar el cant, es talla amb l'espasa una coca que penja del tornaveu de la trona. En els darrers segles també està documentat que es tallaven les neules que solen decorar les esglésies per Nadal.
A Mallorca encara és en el record la glosa que diu així:
Sibil·la guarda sa coca //
que no et caigui de ses mans //
que a baix hi ha dos escolans //
que baden un pam de boca.

## Importància cultural
La presència a les esglésies de Mallorca del cant de la Sibil·la a les matines de Nadal d'ençà de la Conquesta, a excepció dels anys 1572-1575 que es va deixar de cantar a la Seu, és un dels exemples encara vius del folklore religiós medieval, del qual queden escasses mostres a tot l'entorn cultural. Molts estudiosos de la música mallorquina no dubten a qualificar el Cant de la Sibil·la com un dels fenòmens més singulars i rellevants de la tradició musical mallorquina, per la convergència de tradició popular i música culta i per constituir un cas únic on poder llegir les diferents pràctiques musicals que s'han produït al llarg dels segles. La llarga pervivència i la transmissió oral fa que s'hagin anat repetint uns elements fixos, alhora que s'anaven incorporant elements renovadors i de canvi, tot provocant l'aparició de diferents versions i variants.
La singularitat i rellevància que té el cant de la Sibil·la dins l'imaginari col·lectiu dels mallorquins, el seu caràcter de representació ritual, lligat a un temps (Nadal) i a un territori (Mallorca), així com les seves característiques úniques, el
feren mereixedor, en virtut de la Llei 12/1998, de 21 de desembre, del patrimoni històric de les Illes Balears, de ser declarat bé immaterial d'interès cultural pel Consell de Mallorca el 13 de desembre de 2004.
El 16 de novembre del 2010 el Cant de la Sibil·la de Mallorca va ser declarat patrimoni Cultural i Immaterial de la Humanitat pel Comitè Intergovernamental per la Salvaguarda de la UNESCO reunit a Nairobi (Kenya).

## Discografia
- Cant de la Sibil·la I. Catalunya. Jordi Savall. Montserrat Figueras. La Capella Reial de Catalunya. Astrée (Naïve) "Música Ibérica" ES 9971. 1988.
- Campus Stellae. Saint-Martial de Limoges / Santiago de Compostela. Brigitte Lesne. Discantus. Opus 111 30-102. 1994.
- Els Blavets. Escolania del Santuari de Ntra. Sra. de Lluc. Blau CD F 084 F. 1994
- El Canto de la Sibila II. Galicia - Castilla. Jordi Savall. Montserrat Figueras. La Capella Reial de Catalunya. Astrée "Naïve" (Auvidis) "Música Ibérica" ES 9942. 1996.
- Cançoner de Gandia (El cant de la Sibil·la). Carles Magraner. Capella de Ministrers. Auvidis Ibèrica (Naïve) AVI 8021. 1997.
- El cant de la Sibil·la. Mallorca - València 1400-1560. Jordi Savall. Montserrat Figueras. La Capella Reial de Catalunya. Alia Vox AV 9806. 1999.
- Iudicii Signum. Carles Magraner. Capella de Ministrers. Licanus CDM 0203. 2002.